# Francesco d'Antonio da Viterbo

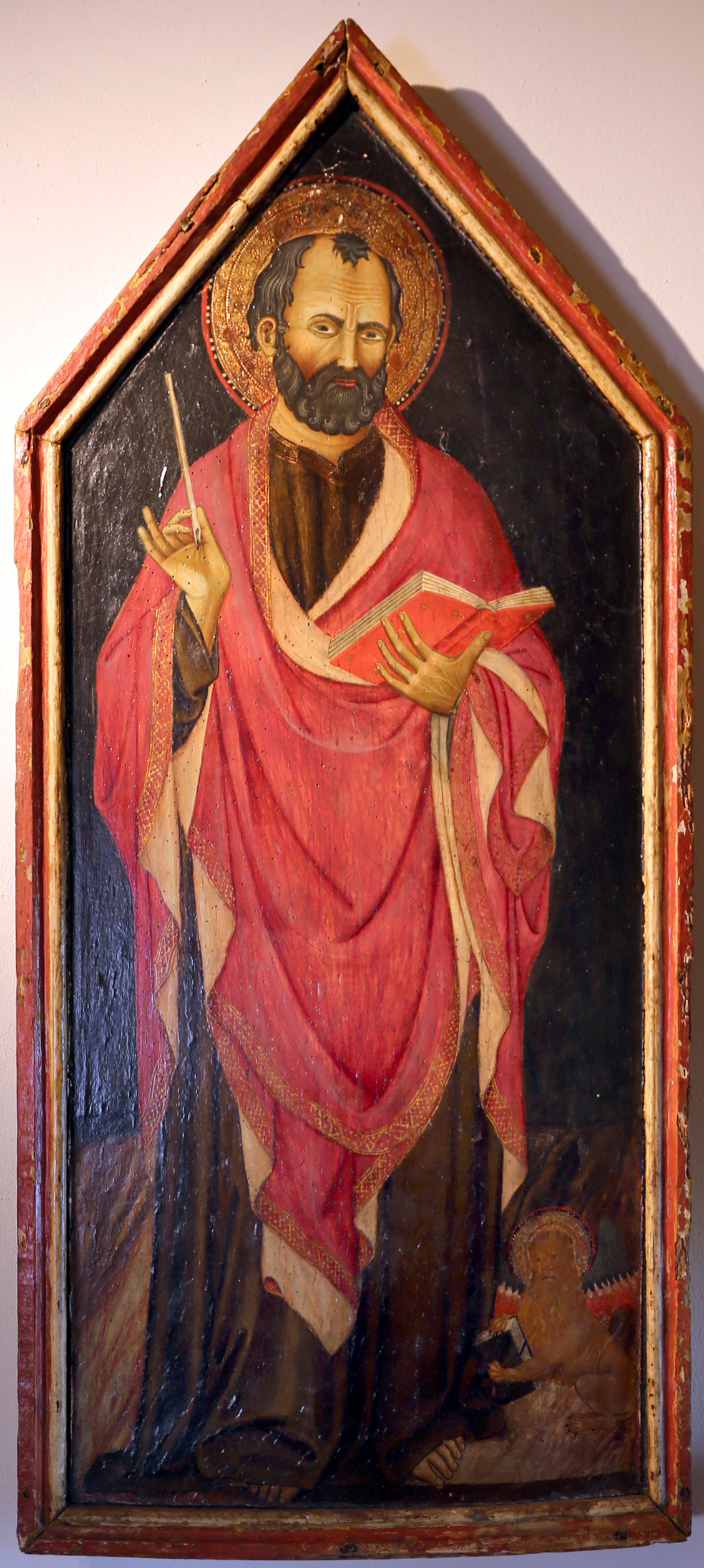
San Marco, museo del Colle del Duomo, Viterbo

Francesco d'Antonio da Viterbo, detto Il Balletta (XV secolo – XV secolo), è stato un pittore italiano.

## Biografia
La prima notizia relativa alla vita di Francesco risale al 7 gennaio 1439. Siccome si crede in fin di vita chiama un notaio per dettargli il testamento. Il suddetto testamento fornisce numerose informazioni sulla sua vita: lui abitava nella contrada Santa Maria Nova a Viterbo ed era sposato con una donna di nome Jacoba che in quel momento era incinta di lui. La madre del pittore si chiamava Lorenza e il suo collaboratore era Valentino di Giovanni Picche.
Apparentemente Francesco non muore nel gennaio del 1439, perché ci sono altre testimonianze che riguardano la sua esistenza. Nel 1441 egli firma il polittico di San Giovanni in Zoccoli a Viterbo: HOC OPUS PINSIT FRANCISCUS ANTONII DE VITERBO, A.D. MCCCCXLI.
Il 5. aprile 1443 Francesco acquista un terreno.
Il 30 agosto 1454 firma un contratto con Domenico di Antonio di Pietro Femminelli. In questa circostanza viene chiamato "Magister Franciscus".
Il 1º giugno 1464 riceve il pagamento per la doratura dell'armatura di papa Callisto III.
Se si accetta l'ipotesi che Gabriele di Francesco da Viterbo sia il figlio di Francesco, si può stabilire che nel 1476 Francesco era morto.

## Opere firmate
1. Viterbo, Chiesa di San Giovanni in Zoccoli
polittico
2. Viterbo, Chiesa di Santa Rosa
polittico

## Stile
Francesco dipinge nello stile tardogotico del Lazio in quanto rappresenta stoffe con decorazioni di melograno e l'orlo degli abiti sia con molte pieghe verticali sia con la caratteristica doppia onda. Però all'interno di questo stile Francesco prende una posizione particolare. Intanto si nota che è influenzato dalla pittura senese, visto che predilige il tema della Madonna e visto che realizza dei polittici. I visi dipinti da Francesco si assottigliano verso il mento. Gli occhi sono disegnati con precisione geometrica. Le sue figure tengono la testa leggermente piegata e guardano discretamente nella direzione opposta. I troni sono decorati con intarsi cosmateschi. Il Bambin Gesù tiene in mano un uccellino. Francesco tende a non variare né stilisticamente né iconograficamente.

## Opere attribuibili
1. Baltimora, Walters Art Museum
Madonna col Bambino (Inv. No. 37686)
2. Viterbo, Museo civico
Bambino Gesù con uccellino (frammento proveniente da S. Maria in Poggio)
3. Viterbo, Museo civico
Madonna del Cardellino